# Lotus Elite
O Elite é um coupé compacto da Lotus.